# Turkish Airlines Challenge
De Turkish Airlines Challenge is een golftoernooi van de Europese Challenge Tour.
Het toernooi werd eenmalig in 1997 gespeeld en heette toen de Klassis Turkish Open. Winnaar was Bradley Dredge, die nu op de Europese PGA Tour speelt.
Na elf jaren vond een herstart plaats. In 2010 werd het toernooi gespeeld op de Carya Golf Club in Belek, Antalya en gewonnen door de net 25-jarige Charlie Ford, die enkele maanden eerder professional was geworden en zich op de Tourschool had gekwalificeerd voor de Challenge Tour. In Belek won hij de play-off van Oscar Florén. Het was zijn tweede toernooi op de Challenge Tour, en zijn eerste overwinning.
In 2011, 2012 en 2013 werd het toernooi niet gespeeld, in 2014 staat het weer op de kalender.

## Winnaars
| Jaar                       | Baan                       | Winnaar              | Score                | Score                |                      |
| Klassis Turkish Open       | Klassis Turkish Open       | Klassis Turkish Open | Klassis Turkish Open | Klassis Turkish Open | Klassis Turkish Open |
| -------------------------- | -------------------------- | -------------------- | -------------------- | -------------------- | -------------------- |
| 1997                       | ?                          | Bradley Dredge       | 272                  | -12                  |                      |
| Turkish Airlines Challenge |                            |                      |                      |                      |                      |
| 2010                       | Carya Golf Club            | Charlie Ford         | 277                  | -11                  |                      |
| 2014                       | National Golf Club Antalya | 15-18 mei            |                      |                      |                      |